# Metković
Metković város és község Horvátországban, Dubrovnik-Neretva megyében.

## Fekvése és éghajlata
Makarskától légvonalban 57, közúton 76 km-re délkeletre, Pločétól légvonalban 17, közúton 24 km-re keletre, a Neretva két partján, a bosnyák határ mellett fekszik. Északról és északkeletről az államhatárt képező Dinári-hegység, délről a Podgradinai-Slivnoi hegyek veszik körül. A nyugati irányban fekvő tenger alapvetően határozza meg a város éghajlatát. Ősszel a tenger felőli meleg légáramlatok visszatartják a hideget ezzel meghosszabbítva a nyarakat. Tavasszal fordítva történik. A hűvösebb tengeri légáramlatok visszatartják a felmelegedést. A nyarak hosszúak, forrók és szárazak, a telek enyhék és csapadékosak.

## A község települései
A községhez Metković városán kívül Dubravica, Glušci, Prud és Vid települések tartoznak.

## Története
A városhoz közeli Predolac-hegyen előkerült régészeti leletek tanúsága szerint itt már a történelem előtti időben is éltek emberek. A térség első ismert lakói valószínűleg a Neretva alsó folyása mentén élt illírek, a daorszok voltak, akiket később harcosabb illír törzsek, az audiusok és a dalmaták szorítottak vissza. Róluk tanúskodnak a környező hegyeken fennmaradt várromok és halomsírok. Az i. e. 4. században a görögök gyarmatosították a szigeteket és parti területeket és kedvező fekvése miatt a mai Metkovićtól 3 km-re északnyugatra kikötőt létesítettek. Ismert városuk volt Narona, mely a mai Vid helyén állt. 
Lakói az illírekkel és a szárazföld belsejében élő népekkel kereskedtek, fegyvereket, ékszereket, ruhákat árultak. Narona jó stratégiai fekvésére a rómaiak is felfigyeltek, akik az illír háborúk idején a közelben katonai tábort létesítettek. Naronát valószínűleg Augustus római császár emelte colonia rangra, ettől fogva a neve Colonia Iulia Narona volt. Az 1990-es években Vid központjában végzett ásatások során római templom maradványait tárták fel és 16 fej nélküli római istenszobor is előkerült itt, melyek közül kiemelkedik egy Augustust istenként ábrázoló három méter magas szobor. A kereszténység elterjedése után Narona püspöki székhely lett, ahol több ókeresztény bazilikát is találtak. Említésre méltó a mai Szent Vid templom helyén állt bazilika jó állapotban fennmaradt keresztelőkútja.
A kora középkorban a Neretva mentén szláv törzsek telepedtek le. A Cetinától a Neretváig terjedő területet Paganiának nevezték, mely terület egy pogány kalóznép a neretvánok földje volt. A neretvánok gyakran fosztogatták a velenceiek kereskedelmi hajóit, akiket a szabad hajózás fejében adófizetésre kényszerítettek. A 14. században a Neretva völgye a bosnyák uralkodók uralma alá került. 
A török a 15. század második felében, Bosznia 1463-as meghódítása után foglalta el ezt a területet. A Neretva bal partján felépítette Kula Norinska toronyerődjét, mely a térség legjelentősebb erődítménye volt. Az ókori Narona szerepét Drijeva kikötője vette át, mely valószínűleg a mai Gabela közelében volt a Neretva jobb partján. Drijeva ebben az időben nagy kereskedelmi központ volt, gyakran említik a korabeli raguzai oklevelekben is. Drijeva szomszédságában lépett a történelem színpadára a 15. században Metković, mely akkor még jelentéktelen hely volt.
Első írásos említése „Metchovich” alakban egy 1422. január 17-én kelt bírósági peres iratban történt, melyet ma a dubrovniki állami levéltárban őriznek. Fejlődésének a Neretva völgyének török megszállása vetett véget. A török uralom 1494-től 1685-ig tartott. Ezen időszak alatt Metkovićot nem említi egyetlen írásos forrás sem, csupán Giacomo Gastaldi velencei térképész 1570-ben készített térképén szerepel. E vidék jelentősebb települései ebben az időszakban, mely nagyrészt a velencei-török összecsapásokkal telt Gabela, Opuzen és Kula Norinska voltak. Metković először 1685-ben szabadult fel a török uralom alól, végleges felszabadulása csak az 1718-as pozsareváci béke alapján történt meg, mely a velencei-török határt Gabela és Metković között húzta meg.
A velenceiek lerombolták Gabelát és Metkovićnál új kikötőt alapítottak. A velencei közigazgatásban a település a neretvai körzet része volt, melyet Opuzenből irányítottak. A kikötő elősegítette a település fejlődését. A helyi gazdaság alapja a mezőgazdaság, az állattartás, a vadászat és a halászat volt. A 18. század közepére Metkovićnak már mintegy négyszáz lakosa volt. A velencei uralomnak 1797-ben vége szakadt és osztrák csapatok vonultak be Dalmáciába.
1806-ban az osztrákokat legyőző franciák uralma alá került, de Napóleon lipcsei veresége után 1813-ban újra az osztrákoké lett. A napóleoni út kiépítésével még tovább nőtt a település stratégiai és gazdasági jelentősége. 1812-ben a Neretva bal partján fekvő települések községközpontja lett, igazi fejlődése azonban mégis az osztrák uralom alatt ment végbe. 1823-ban megalapították ez első állami intézményt a kikötői hivatalt, majd 1849-ben postahivatal is létesült a településen. A Mostar – Metković és a Mostar – Szarajevó út kiépítésével a kikötő és a kereskedelem mellett már a kézművesség és a vendéglátás is fejlődött, a lakosság száma pedig ezer fölé emelkedett.
Az addig a Perdolac-hegy aljában fekvő város a folyóvölgy irányában terjeszkedett, egyidejűleg kiépült a város főútja. Ez a horvát nemzeti mozgalom fejlődésének a korszaka is. Megalapították a horvát nemzeti olvasókört, mely a horvát kulturális élet tartópillére lett. Egyesületek, bankok, hajózási és biztosítási cégek alakultak.

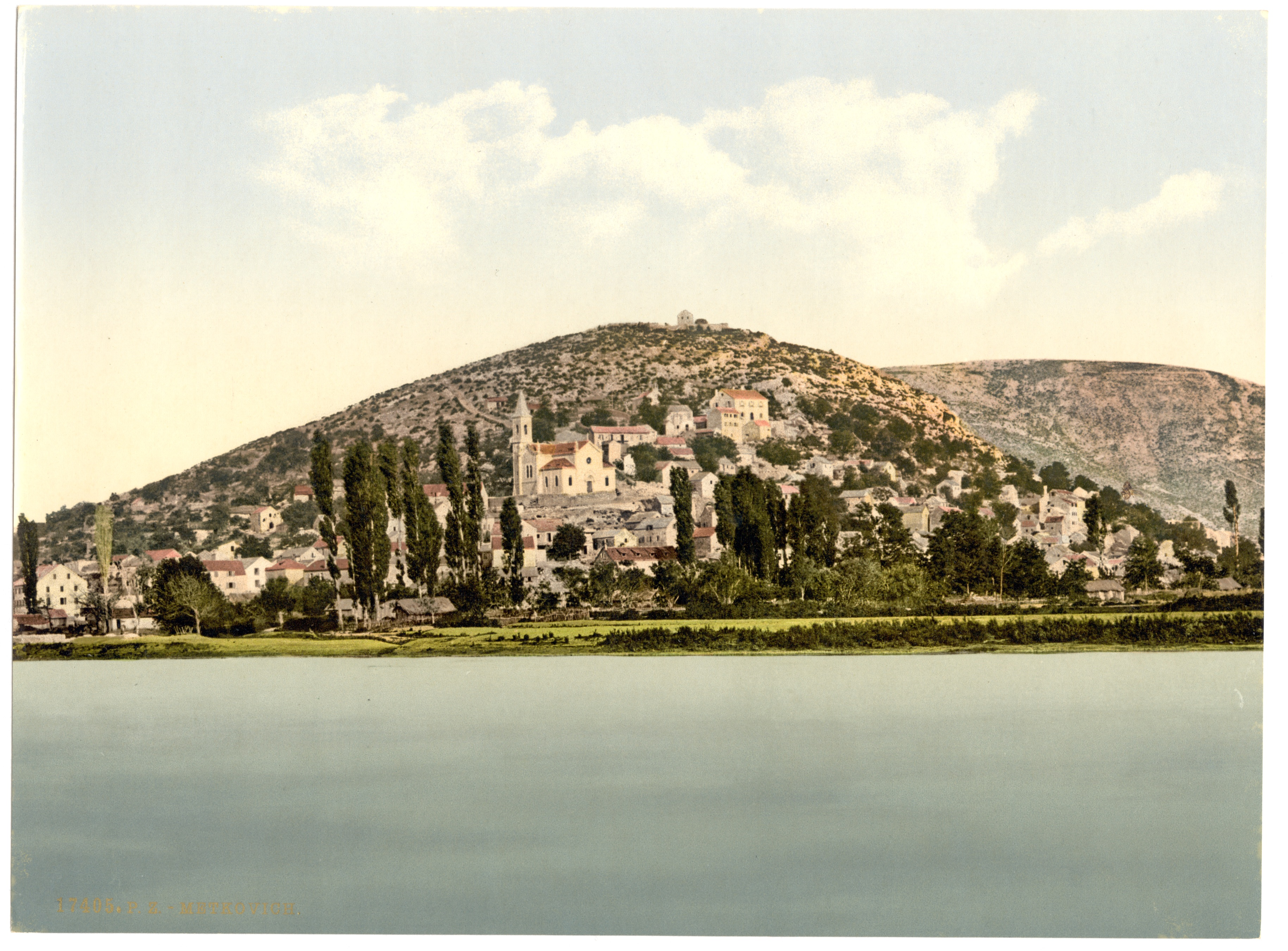
Metković látképe egy Monarchia korabeli képeslapon

A város fejlődése Bosznia-Hercegovina 1878-as osztrák okkupációja után még inkább felgyorsult. Elkezdődött a Neretva környéki mocsaras területek meliorációja és a folyó vízszabályozása a biztonságosabb hajózás érdekében. A Mostar – Metković és a Mostar – Szarajevó vasútvonal megépítésével 1895-ben épült a vasúti híd. Ezután a város már a Neretva jobb partján is terjeszkedett. Az I. világháború idején és azt követően a fejlődés stagnált, bár a kikötő továbbra is jelentős kereskedelmi forgalmat bonyolított le. Az 1931-es népszámlálás alapján a lakosság száma már megközelítette a háromezret. Fejlődött a kereskedelem és az ipar. A városnak zenekara, két mozija, szállodája (a Hotel Zagreb), turisztikai egyesülete, vámháza, egészségháza, elemi és polgári iskolája, városi parkja és számos középülete volt. A II. világháború idején a várost több szövetséges bombatámadás érte, ezért a háború végére nagy része romokban állt. 1971-ben a Matica Hrvatska lett a politikai megújulás zászlóvivője, mely állandó hatósági zaklatásoknak volt kitéve és vezetőit be is börtönözték. A délszláv háború idején a várost többször érte légi és tüzérségi támadás. Dél-Horvátország védelmében a horvát hadsereg 116. dandárja tüntette ki magát, melynek tiszteletére a Neretva mentén sétányt neveztek el. A településnek 2011-ben 15.329 lakosa volt.

## Népesség
| Lakosság változása | Lakosság változása | Lakosság változása | Lakosság változása | Lakosság változása | Lakosság változása | Lakosság változása | Lakosság változása | Lakosság változása | Lakosság változása | Lakosság változása | Lakosság változása | Lakosság változása | Lakosság változása | Lakosság változása | Lakosság változása |
| ------------------ | ------------------ | ------------------ | ------------------ | ------------------ | ------------------ | ------------------ | ------------------ | ------------------ | ------------------ | ------------------ | ------------------ | ------------------ | ------------------ | ------------------ | ------------------ |
| 1857               | 1869               | 1880               | 1890               | 1900               | 1910               | 1921               | 1931               | 1948               | 1953               | 1961               | 1971               | 1981               | 1991               | 2001               | 2011               |
| 999                | 1.143              | 1.223              | 1.386              | 1.571              | 1.848              | 2.308              | 2.888              | 3.166              | 3.712              | 4.659              | 7.272              | 9.845              | 12.026             | 13.873             | 15.329             |

(1991-ben Bijeli Vir és Krvavac II., Vid és Vidonja települések egy részét is ide csatolták. 1981-ig az adatok Krvavac II. népességének egy részét, 1857-ben, 1869-ben, 1921-ben és 1931-ben pedig Vidonje népességének egy részét is tartalmazzák. 1981-ben Dubravica lakosságát is ide számították. 1857-ben, 1869-ben, 1921-ben és 1931-ben az adatok Dubravica és Glušći lakosságát is tartalmazzák.)

## Nevezetességei
- Szent Illés próféta tiszteletére szentelt plébániatemplomát 1867-ben kezdték építeni Juraj Marcochi tervei szerint és 1870-re be is fejezték. A háromhajós épület építési stílusa neoromán és neogótikus elemeket ötvöz. Hosszúsága 25, szélessége 15 méter. Belső szépségéhez nagyban hozzájárulnak az intarziás díszítésű márvány oltárok. A főoltár a spliti Bilinić mester alkotása 1878-ból, széleire 1908-ban kerültek Szent Cirill és Szent Metód szobrai. 1973-ban az oltár menzáját leválasztották és a szembemiséző oltárhoz használták fel, de 1995-ben a felújítás során Filip Milanović plébános visszahelyeztette eredeti helyére. A templomnak négy mellékoltára van. A Szűz Mária oltárt a főoltárhoz és a Szent József oltárhoz hasonlóan 1878-ban készítették. A Szent Antal oltár 1918-ban épült, szintén Bilinić mester műve. A Krisztus király oltár 1940-ben készült Ante Frank spliti mester munkája. A templom 1944-ben az angolszász légierő támadása következtében megsérült. A károkat a háború utáni plébános Vjeko Vrčić atya állíttatta helyre. 1958-ban a templom északi oldalán felépítették a Lourdes-i barlangot. A bombázásban az 1898-ban épített orgona is megrongálódott, az új orgonát Franc Jenko ljubljanai mester építette. Az 1993. év missziós vasárnapján állították fel a templom előtt Ante Gabrić missziós atya egész alakos életnagyságú bronzszobrát, Nina Sedlar zágrábi szobrászművész munkáját. Meg kell még említeni, hogy a mai templom helyén egy régebbi templom állt, melyet 1700-ban építettek és a Nagyboldogasszony tiszteletére volt szentelve.
- A Klada városnegyedben álló Assisi Szent Ferenc templomot 1982-ben építették a mostari Vinko Galić tervei szerint. Felszentelését 1982. augusztus 22-én végezte Franić érsek. Berendezéséből említésre méltó a Szűz Mária szobor, mely Josip Marinović szobrászművész és Szent Ferenc szobra, mely Kruno Bošnjak szobrászművész munkája. A keresztút stációit Vatroslav Kuliš festőművész alkotta. A triptichon alakjait a Feltámadt Krisztussal, Szent Nikola Tavelić-csel és Szent Leopold Bogdan Mandić-csal Branko Periš atya alkotta.
- A Predolac-hegy tetején fekvő városi temetőben álló Nepomuki Szent János és Szent Rókus templomot 1850-ben építették. A stratégiai fontosságú hegyen több alkalommal is létesítettek katonai bázist. 1878 és 1889 között osztrák-magyar katonai tábor, a II. világháború idején olasz és német, a délszláv háború idején pedig horvát katonai bázis állt itt.
- A repi Szent Antal templomot 1882-ben építették egy lebontott kápolna helyén. A kommunista uralom idején itt tartották a hittanoktatást. Nemrég újították fel és ez alkalommal a környezetét is rendezték.
- A Kis Jézus Szolgáló nővéreinek Szent család temploma 1989-ben épült az új kolostoruk mellé. Színes üvegablakait Branimir Dorotić szamobori festőművész készítette. Az oltár fametszete Budimir Cvitković ferences atya munkája. Az apszisban látható feszület egy 16. századi feszület másolata, mely 1986-ban Antonio Mesqiud madridi műhelyében készült.
- Az új Szent Miklós plébániatemplom és az Ante Gabrić pasztorális központ építése 2009-ben fejeződött be. Felszentelése 2009. december 5-én volt. A templom teljes területe a hajóval, a szentéllyel és a Legszentebb Oltáriszentség kápolnájával 583m². A bejárati ajtó felett két kórus is található, egy nagyobb és egy kisebb. Az oltár, az ambó, a keresztelőmedence, a szentély falán látható nagyméretű mozaikkép, a három méter magas Feltámadt Krisztus-szobor és a festett üvegablakok Josip Bosnić képzőművész munkái. Az oltár előoldalán a csodálatos halászatot ábrázoló dombormű látható. A templomban Jézus szíve, Szűz Mária és Páduai Szent Antal életnagyságú szobrait helyezték el, valamennyi tiroli munka. A pasztorális központ Irgalmas Jézus kápolnáját 2015-ben szentelte fel Mate Uzinić dubrovniki püspök. A benne található három kép Szent Fausztina nővért, Szent II. János Pál pápát és az Irgalmas Jézust ábrázolja.
- A városban a szerb pravoszláv egyháznak is van temploma. A Szent György templom a neretvamenti pravoszláv hívek egyházi központja.
- A városi parkot az egykori Pisak-sziget területén alakították ki, egyik oldalon a Neretva, a másik oldalon a Liman nevű mellékvize határolja. A Metković-Mostar makadámút építése során a 19. század közepén a mellékágat feltöltötték. Tekintettel arra, hogy ez a terület a város központjában található az akkori városvezetés úgy döntött, hogy parkká és térré alakítja ki. A zárai osztrák hatóságok 1903-ban a neves építészt Erasmus von Handelt küldték a városba, aki segített a park megtervezésében. A park megépítése mintegy háromezer koronába került, ennek során mintegy 150, különböző fajta fa került telepítésre a területén. A parkot végül 1906. június 1-jén avatta fel Dalmácia akkori kormányzója Niko Nardelli. A következő száz évben a park folyamatosan újult meg.

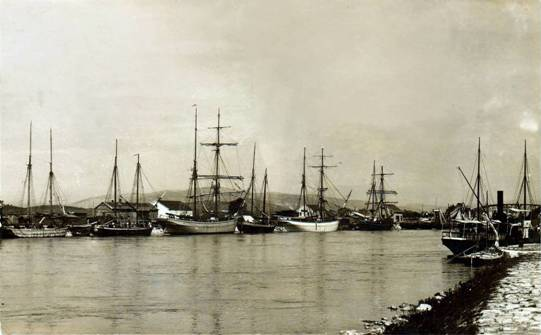
Metković kikötője az 1920-as években

## Gazdaság
A település lakói régen mezőgazdaságból, állattartásból, halászatból éltek. Gazdasági fejlődésének kezdetei a kikötőnek a velenceiek által történt megépítéséhez kapcsolódnak. A pozsareváci béke következtében Gabela kikötője Drijeva török kézen maradt, így a 18. század elején korábbi kereskedelmi központ a kikötő megépítésével Metkovićra helyeződött át, ahova a tengerről az akkori kisebb vitorláshajók a Neretván fel tudtak hajózni. 1865-ben megépült a Metkovićot Mostarral összekötő út, majd 1885-ben a vasútvonal is. Közben 1878-ban Bosznia-Hercegovina osztrák uralom alá kerülésével megszűnt a határ, mely Metkovićot elválasztotta Hercegovinától.
1885-ben a Neretva szabályozása során kiépítették a Kula Norinska és Metković közötti csatornát, így a kikötő a folyó jobb partjára került. A folyószabályozás során kiépítették a folyó metkovići partszakaszát. A megnövekedett kereskedelmi forgalom okozta gazdasági növekedés egészen a 20. század elejéig tartott. Az ezt követő gazdasági stagnálás, majd visszaesés oka az volt, hogy a nagyobb és gyorsabb kereskedelmi hajók már nem tudtak a Neretván felhajózni. Közben megépült Ploče tengerparti kikötője, ahonnan Metković kiiktatásával közvetlenül tudtak közúton és vasúton Hercegovinába árut szállítani. Ennek ellenére a helyi kikötő az I. világháború után továbbra is nagy forgalmat bonyolított le. A két világháború közötti Jugoszlávia egyik központi kikötője lett, ahonnan egészen a Vajdaságig szállították az árukat.
Ma is Metkovićon át történik a Spliti-medence cementüzemeinek áruszállítása. A kisebb hajók és jachtok a Neretva bal partján, a kereskedelmi hajók a folyó jobb partján köthetnek ki. A kereskedelem és a mezőgazdaság mellett egyre nagyobb a város turisztikai forgalma és vendéglátása, melyet gazdag gasztronómiai kínálata biztosít. Egyre több turista fizet be a neretvai hajókirándulásokra, az ún. fotószafarikra és nagy lehetőséget látnak a madármegfigyelésekhez kötődő utak szervezésében is.

## Kultúra
Metković lakói régen mezőgazdaságból, állattartásból, halászatból éltek. Házaikat a gyakori árvizek miatt a Predolacra építették. Ilyen körülmények között a város kulturális élete szinte csak az egyházi ünnepekre korlátozódott. A 19. században az osztrák uralom kezdetén a település központja a Neretva völgyébe helyeződött át és elkezdődött gazdasági és kulturális fejlődése.
A kulturális élet kezdetének a horvát nemzeti olvasókör 1873-as megalakulását tekinthetjük. A kulturális szükségletek növekedésével megkezdte munkáját a Matica Hrvatska, az amatőr színjátszókör, a fúvószenekar stb. melyek a mai napig meghatározzák a város kulturális életét. A városi könyvtár 1873. október 15-én nyílt meg. A városi kulturális központot 1977. május 25-én nyitotta meg Stipe Šuvar művelődési és kulturális államtitkár. Két színpadán kívül jeles horvát festő- és szobrászművészek alkotásait bemutató galéria működik benne.
A város első mozija 1912-ben nyílt meg. A városi fúvószenekart 1886-ban alapították, számos fesztiválon képviseli Metković kultúráját. Metkovići természettudományi múzeum gazdag ornitológiai gyűjteménnyel.
A város jelentősebb kulturális eseményei:
- február: Metkovske maškare – Metkovići farsangi fesztivál
- május: Smotra folklora – Metkovići folklórszemle
- június-augusztus: Metkovsko kulturno ljeto – Metkovići kulturális nyár
- július: Glas Neretve – amatőr énekfesztivál, melyet 1973 óta rendeznek meg
- július 20.: Szent Illés napja, a város hagyományos búcsúja, vására, kulturális és szórakoztató programokkal
- augusztus: Maraton lađa – maratoni evezősverseny a Neretván
- augusztus: Dani Neretvanske kneževine – háromnapos kulturális és szórakoztató program
- december: Prosinačke svečanosti – decemberi városi ünnepségek

## Oktatás
A település első ún. alsó népiskoláját 1823-ban alapították, a horvát nyelvű oktatás azonban csak 1866-ban indult, azelőtt olasz nyelven folyt. A leány iskola 1873-ban nyílt meg Niko Carević házában. A vegyes oktatás csak 1894-ben indult be két fiú és egy leány osztállyal. A metkovići állami városi iskola 1924. január 3-án nyitotta meg kapuit, a rendes tanítás az év szeptember 22-én indult meg. Az 1924/25-ös tanévben még 73 tanulót írattak be, az 1938/39-es tanévben már 219 tanulóval működött. Nem csak Metkovićról, de a környező településekről, sőt még Hercegovinából is látogatták.
Az alsó reálgimnázium megnyitására 1945-ig kellett várni, ekkor még három osztállyal nyitották meg, 1951-től négy osztállyal működött. 1948-ban ipari iskola is nyílt a településén. 1956-ban megkezdődtek az új iskolaépület építési munkái és az alapiskola még az évben meg is nyílt. A gimnáziumot külön épületben 1967-ben nyitották meg. 1961 óta a gimnáziummal együtt működött az ipari iskola is. 1992-ben újra szétválasztották őket gimnáziumra és ipari iskolára. 1971-ben új alapiskola építését határozták el a város nyugati részén. Az építés 1974-től 1979-ig tartott, amikor Edvard Kardelj néven nyitották meg, ma Mihovil Pavlinović nevét viseli. Ma Metkovićon a két alapiskola mellett egy gimnázium, egy ipari iskola, egy alapszintű zeneiskola, valamint a Narona oktatási központ működik.

## Sport

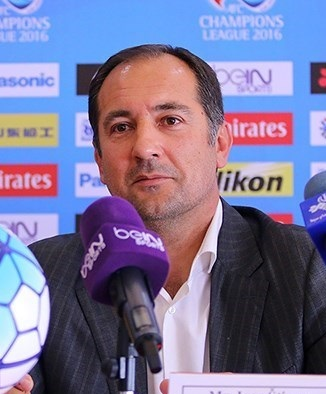
Igor Štimac

Metković sportegyesületei:
- Labdarúgás:
  - NK Neretva
  - ONK Metković
  - ŽNK Neretva

- Kézilabda:
  - RK Metković
  - RK Metković 1963
  - ŽRK Metković
  - RK Jerkovac
- Karate:
  - Karate Klub Metković
  - Karate Klub Knez Domagoj
- Kosárlabda:
  - KK Metković
- Evezés:
  - VK Neretvanski gusar
- Golyósport (bocsa):
  - BK Krnjesavac
  - BK Krvavac
  - BK Metković
  - BK Predolac
  - BK Prud
- Kerékpársport:
  - BK Relaks

## Híres emberek

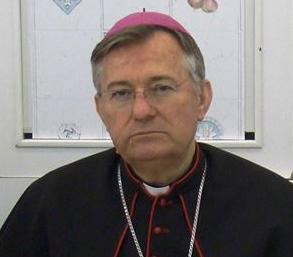
Marin Barišić érsek

### Egyház
- Marin Barišić split-makarskai érsek
- Josip Marija Carević dubrovniki püspök
- Ante Gabrić atya indiai misszionárius, Kalkuttai Teréz anya munkatársa
- Radovan Jerković pap, író, vértanú
- Stanko Petrov atya, író, ferences tartományfőnök
- Petar Rajič címzetes sarsenterumi érsek, apostoli nuncius
- Martin Vidović címzetes érsek, nini püspök, apostoli nuncius

### Irodalom és művészetek

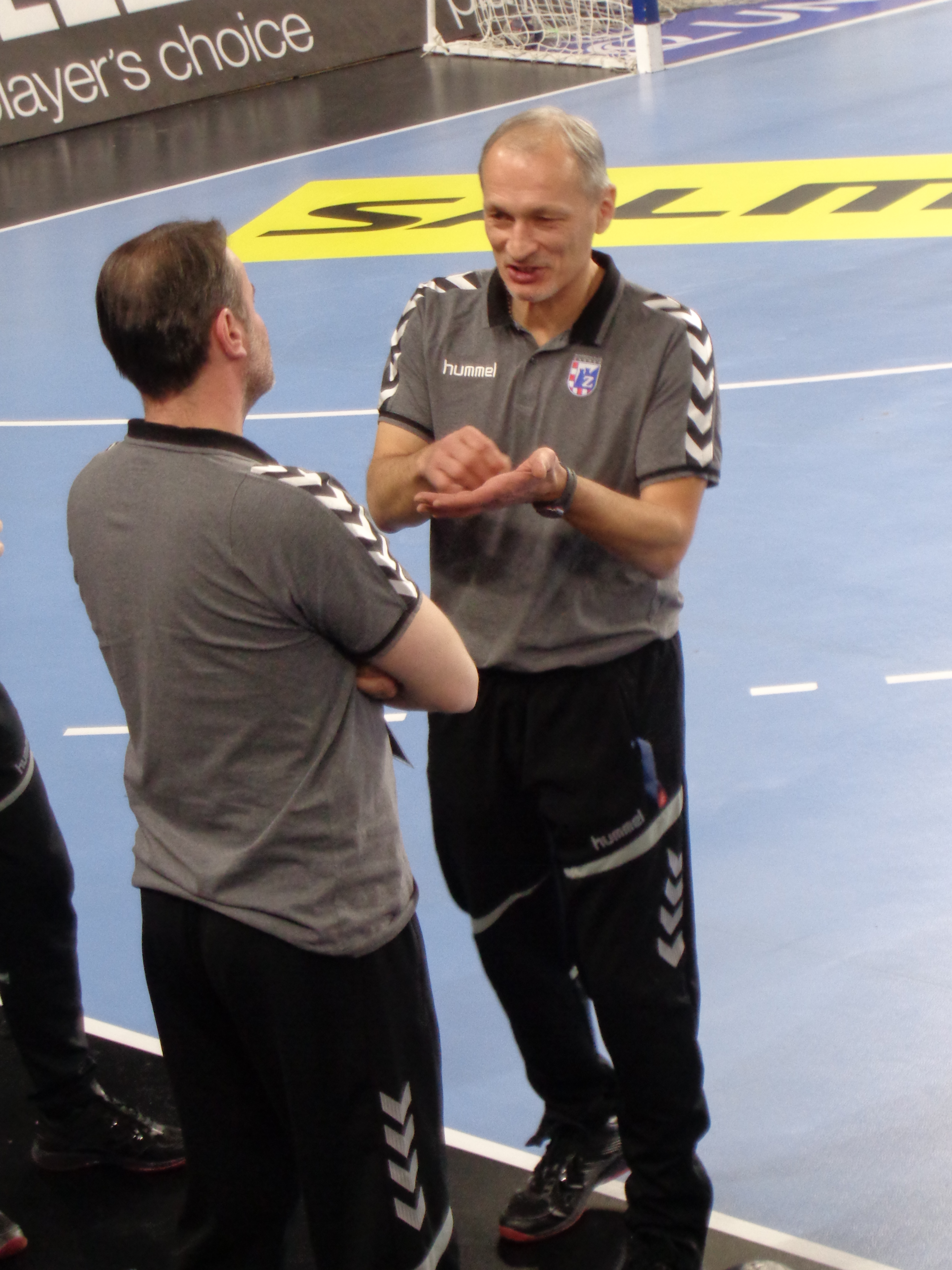
Vladimir Jelčić

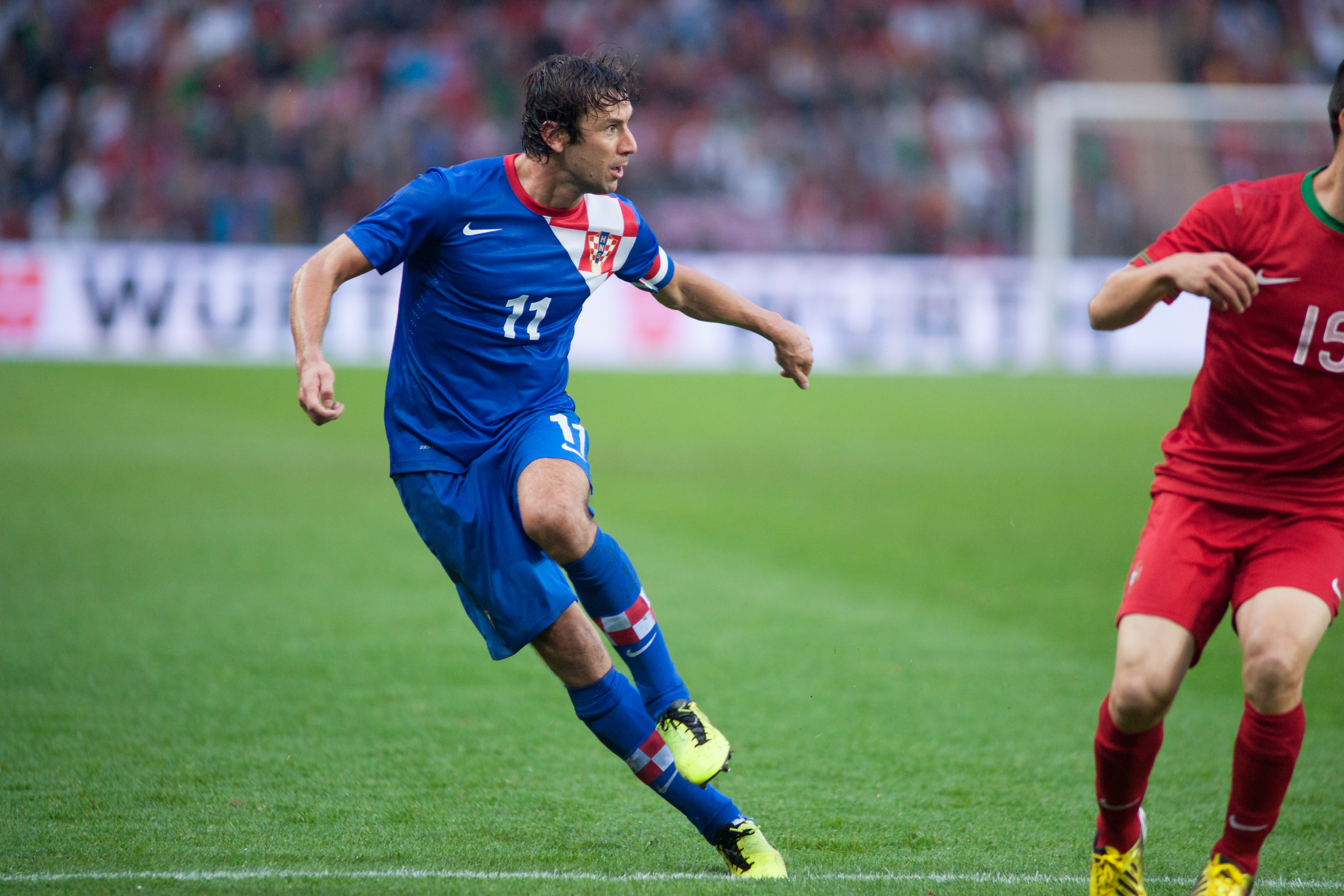
Darijo Srna